# Der stumme Frühling
Der stumme Frühling (englischer Titel: Silent Spring) ist ein 1962 erschienenes Sachbuch der Biologin Rachel Carson und gilt als ihr wichtigstes Werk. Der stumme Frühling wird häufig als Ausgangspunkt der weltweiten Umweltbewegung und als eines der einflussreichsten Bücher des 20. Jahrhunderts bezeichnet. Rachel Carson wurde im Jahre 1980 postum mit der Presidential Medal of Freedom, der höchsten zivilen Auszeichnung der USA, ausgezeichnet.
Rachel Carson schrieb dieses Buch, nachdem sie sich bereits als Sachbuchautorin etabliert und für ihre vorherigen drei Bücher zahlreiche Preise, darunter den US-amerikanischen National Book Award und die John-Burroughs-Medaille, erhalten hatte. Silent Spring schrieb sie zu einem Zeitpunkt, in dem sie privat stark belastet war. Sie hatte den Sohn ihrer früh verstorbenen Nichte adoptiert und musste sich als Alleinerziehende um ein Kleinkind kümmern. Bei ihr selber war zudem Krebs diagnostiziert worden. Sie war zwischen 1959 und 1960 zeitweilig so krank, dass sie nicht an dem Buch arbeiten konnte. Das Buch löste in den USA eine heftige politische Debatte aus und führte letztlich zum späteren DDT-Verbot.

## Inhalt und Aufbau
Rachel Carson widmete ihr Buch dem Friedensnobelpreisträger Albert Schweitzer, der wiederholt vor einer Zerstörung der Erde durch Nuklearwaffen gewarnt hatte. Sie nannte zu Beginn des Buches auch die Wissenschaftler, die die einzelnen Kapitel ihres Buches gegengelesen hatten, und erwähnte die Journalistin Olga Owens Huckins, deren Brief über die verheerenden Auswirkungen der Sprühflüge in ihrem Vogelschutzgebiet Rachel Carson den Anstoß für das Buch gegeben hatte.

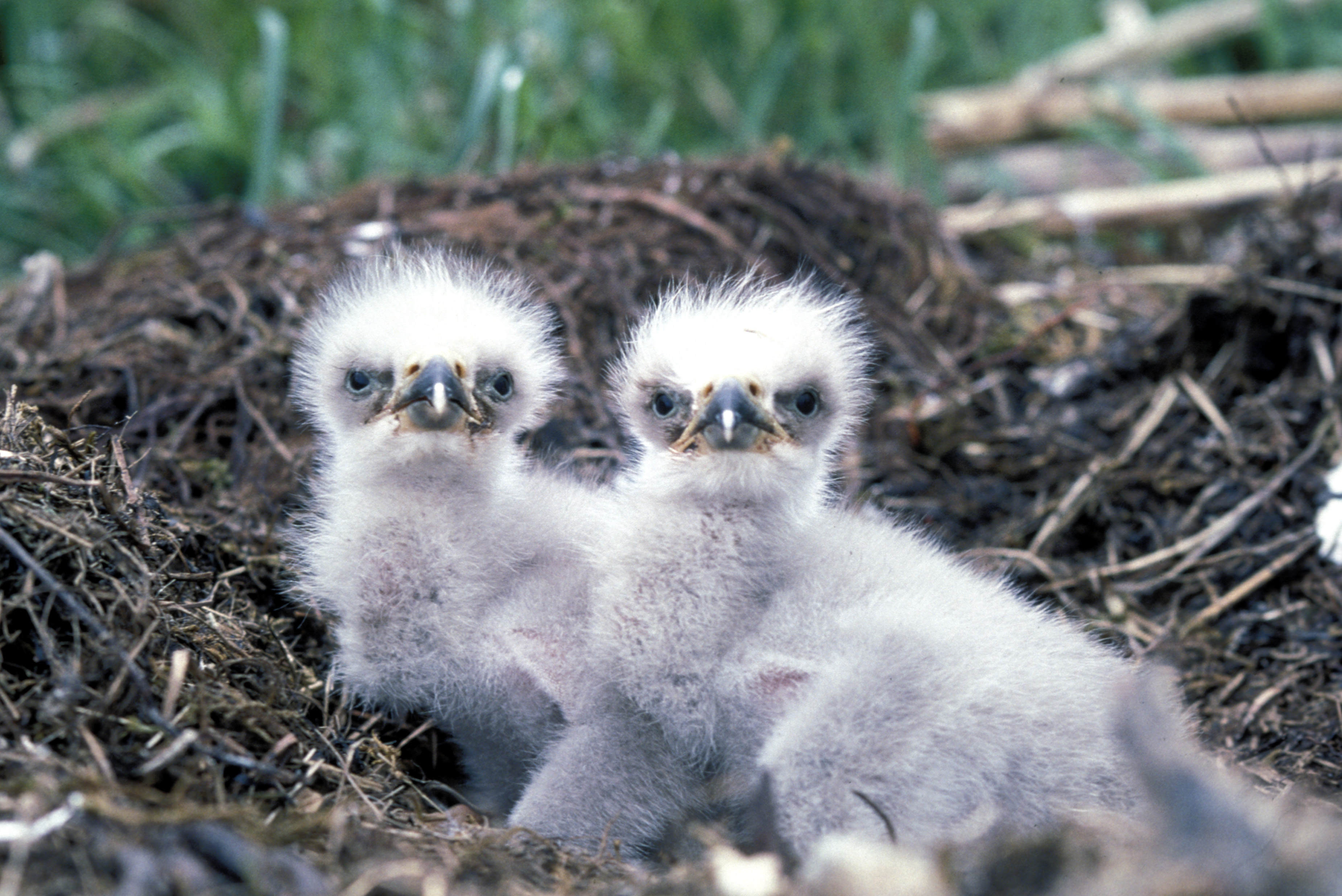
Weißkopfadler sollen durch DDT an den Rand des Aussterbens gebracht worden sein – das Pestizid beeinflusst den Fortpflanzungserfolg der Vögel

Das Eingangskapitel A Fable for tomorrow beschreibt eine fiktive Kleinstadt, deren einstmals reiche Tier- und Pflanzenwelt nach dem Einsatz von Pestiziden jämmerlich zu Grunde geht und deren Einwohner plötzlich erkranken. Im zweiten Kapitel thematisiert Rachel Carson das Konzept des ökologischen Gleichgewichts: Es habe sich über Jahrmillionen entwickelt und werde nun durch einen rigorosen Einsatz von Pestiziden in unvorhergesehener Weise beeinflusst. Wegen dieser kaum überschaubaren biologischen Auswirkungen bezeichnet Rachel Carson Insektizide als Biozide. Sie hinterfragt auch eine Einstellung, die davon ausgeht, dass die Natur allein dem Menschen zu dienen habe.
Das dritte Kapitel befasst sich mit der Geschichte und Wirkungsweise von Pestiziden und Herbiziden – ein Kapitel, das Rachel Carson schwierig zu schreiben fand und von dem sie auch befürchtete, es könne Leser davon abhalten, sich weiter mit dem Buch auseinanderzusetzen. Rachel Carson war jedoch davon überzeugt, dass ohne einige Kenntnisse über DDT, Chlordan, Dieldrin, Endrin, Aldrin und Heptachlor dem Leser ihre übrigen Kapitel weitgehend unverständlich bleiben würden. In den darauf folgenden drei Kapiteln stellt Rachel Carson dem Leser unter anderem das Konzept der Nahrungskette vor und zeigt, wie die Kontaminierung von Wasser und Böden dazu führt, dass Giftstoffe sich auch in Lebewesen anreichern, die am Ende der Nahrungskette stehen.
Kapitel sieben thematisiert den großflächigen und unüberlegten Einsatz von Pestiziden und die Folgen für Säugetiere und Vögel. Als Beispiel führt Rachel Carson unter anderem den Einsatz von Aldrin in der Region Detroit an, mit dem Japankäfer vernichtet werden sollten, die in dieser Region keineswegs ernsthafte Schäden anrichteten. In der Folge dieses Aldrin-Einsatzes kam es zu zahlreichen Vergiftungserscheinungen bei Menschen und Haustieren.
Kapitel acht befasst sich mit der Auswirkung von DDT auf Vögel, die durch das Fressen kontaminierter Regenwürmer noch lange nach Ende der Sprühflüge sterben. Den Weißkopfseeadler, der sich in den nächsten Jahren zu einem der Symboltiere im Widerstand gegen den DDT-Einsatz entwickeln sollte, nennt Rachel Carson nur beiläufig.
Kapitel neun thematisiert die Auswirkungen der Pestizideinsätze auf Süßwasserlebewesen, und im darauf folgenden Kapitel kritisiert Rachel Carson die großflächigen Vernichtungsaktionen gegen Feuerameisen scharf. Sie bezeichnet diese als den schlecht geplanten und dilettantisch durchgeführten Versuch einer Massenvernichtung von Insekten, die zahllose unerwünschte Nebeneffekte gehabt habe und für die das US-amerikanische Landwirtschaftsministerium direkt verantwortlich sei.
Im elften Kapitel widmet sie sich den frei verkäuflichen Pestiziden und Herbiziden, die in Privathaushalten zum Einsatz kommen, ohne dass die Nutzer hinreichend auf die potentiellen Gefahren hingewiesen werden. Die darauf folgenden drei Kapitel sollten sich als die umstrittensten des Buches erweisen: Rachel Carson beschäftigt sich darin mit den gesundheitlichen Folgewirkungen von Pestiziden und Herbiziden auf den Menschen und thematisiert unter anderem auch die Auswirkung auf Fruchtbarkeit, eine mögliche Schädigung von Embryonen oder Erbgut sowie die krebserzeugende Wirkung. In drei weiteren Kapiteln versucht Rachel Carson Alternativen aufzuzeigen und plädiert für eine biologische Schädlingskontrolle. Sie weist auf die Gefahren hin, dass sich Insekten zunehmend als resistent erweisen können, und betont, dass die Erfolge, die mit DDT bei der Malariabekämpfung erzielt werden konnten, deswegen möglicherweise nur kurzfristig seien. Auf die in wissenschaftlichen Werken sonst üblichen Fußnoten hatte sie in diesem an ein breites Publikum gerichteten Buch bewusst verzichtet. Stattdessen sind (auf 55 Seiten im Original) am Schluss des Buches Literaturnachweise mit genauen Seitenangaben zu den Aussagen in jedem der 17 Kapitel zu finden.
Christian Simon nennt in seiner Kulturgeschichte des DDT Silent Spring als das „prototypische Sachbuch für Umweltthemen, das durch Aufzeigen der Konsequenzen aus dem derzeit Wissbaren zum Handeln auffordern“ wolle. Der Wechsel der Darstellung von trockenen Fakten mit Passagen, die Erlebnisse und Erfahrungen einzelner Personen wiedergeben, mache das Buch für den Laien nachvollzieh- und lesbar. Dort, wo Schlussfolgerungen gezogen werden, seien sie meist mit den Namen führender Experten verbunden – ein rhetorisches Mittel, das als Autoritätssicherung bezeichnet wird. Gleichzeitig verzichte das Buch darauf, in eine Endzeitstimmung zu verfallen, was es Lesern mit Vorbehalten gegenüber den von Rachel Carson vertretenen Ansichten leichter mache, sich mit den Inhalten des Buches auseinanderzusetzen. Christian Simon hält auch fest, dass nahezu alle Argumente, die Rachel Carson 1962 anführte und die damals teils noch spekulativ waren, sich mittlerweile als kritisches Pestizidwissen etabliert haben.

## Editionen
Das Buch erschien schon 1963 erstmals in einer ungekürzten deutschen Übersetzung. 1964 erschien eine Auflage im Biederstein Verlag und 1965 eine bei der Büchergilde Gutenberg. 1968 erschien es erstmals als Taschenbuch bei dtv und ab 1976 bei C.H. Beck in München, mit einem Vorwort des Wissenschaftsjournalisten Theo Löbsack. Bei C. H. Beck ist das Buch im Jahr 2022, also 60 Jahre nach dem ersten Erscheinen in den Vereinigten Staaten, in 6. Auflage als Paperback im Verlagsprogramm, nun mit einem Vorwort von Jill Lepore.

## Zitat
„Es ist wohl kein Zufall, dass Carson ausgerechnet ein akustisches Bild wählte, um eine große Wirkung zu entfachen. Naturgeräusche und besonders der morgendliche Vogelgesang im Frühling und Sommer sind mit die ursprünglichste Verbindung zwischen Menschen und der sie umgebenden Natur.“